# جالغيريس فيلنيوس
نادي جالغيريس فيلنيوس لكرة القدم (بالليتوانية: Vilniaus Futbolo Klubas Žalgiris) نادي كرة قدم ليتواني مقره في العاصمة فيلنيوس. يلعب في دوري الدرجة الأولى الليتواني. تم تأسيس النادي في عام 1947.

## روابط خارجية
- FK Žalgiris